# Dolmen de la Pierre Folle

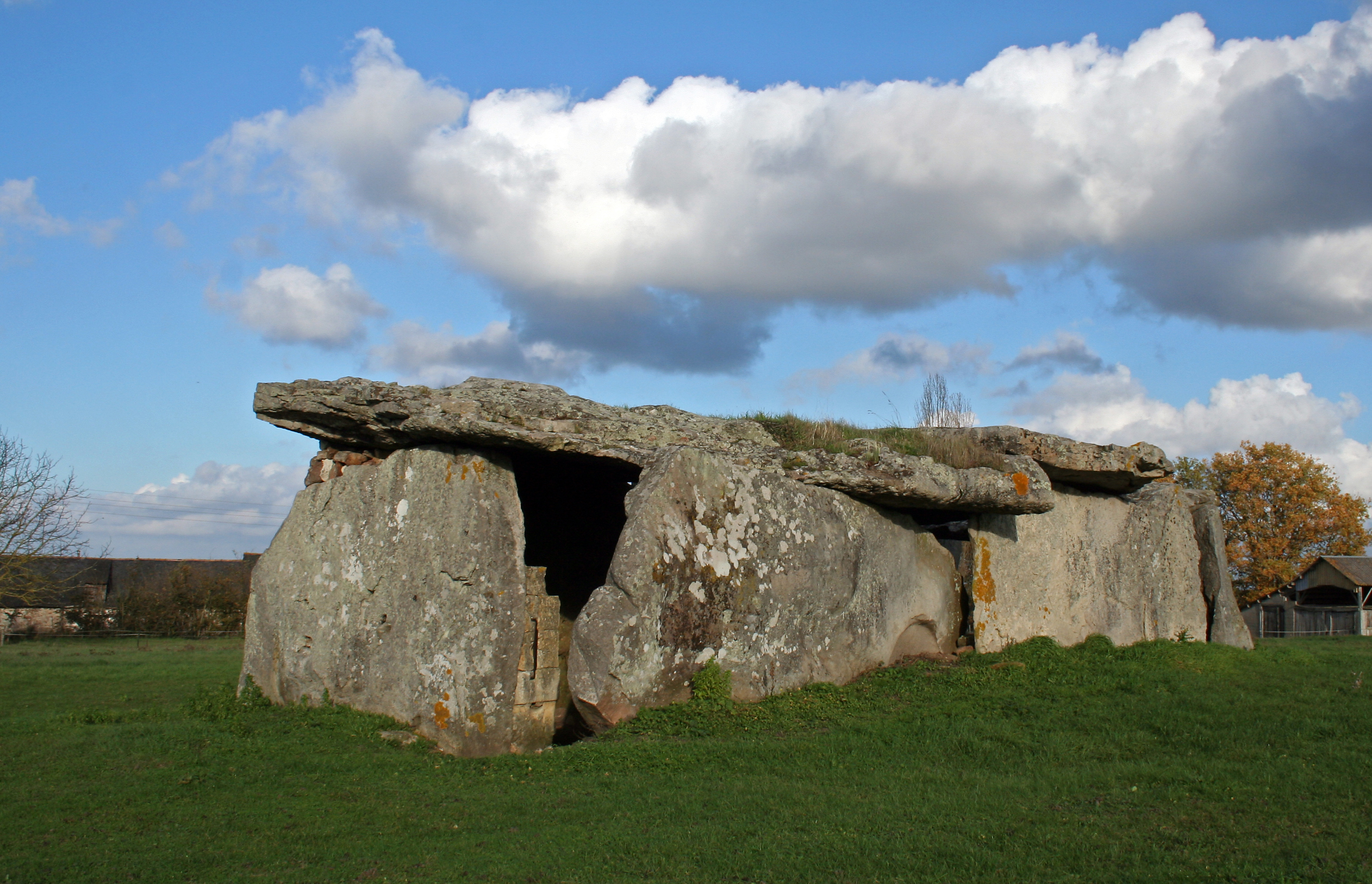
Der „Dolmen de la Madelaine“

Der Dolmen de la Pierre Folle (deutsch „verrückte Steine“ – auch Dolmen de la Madeleine (Gennes) genannt) liegt neben anderen Denkmälern aus verschiedenen Epochen im Weiler Bournand in Gennes-Val-de-Loire im Département Maine-et-Loire in Frankreich. Dolmen ist in Frankreich der Oberbegriff für Megalithanlagen aller Art (siehe: Französische Nomenklatur).

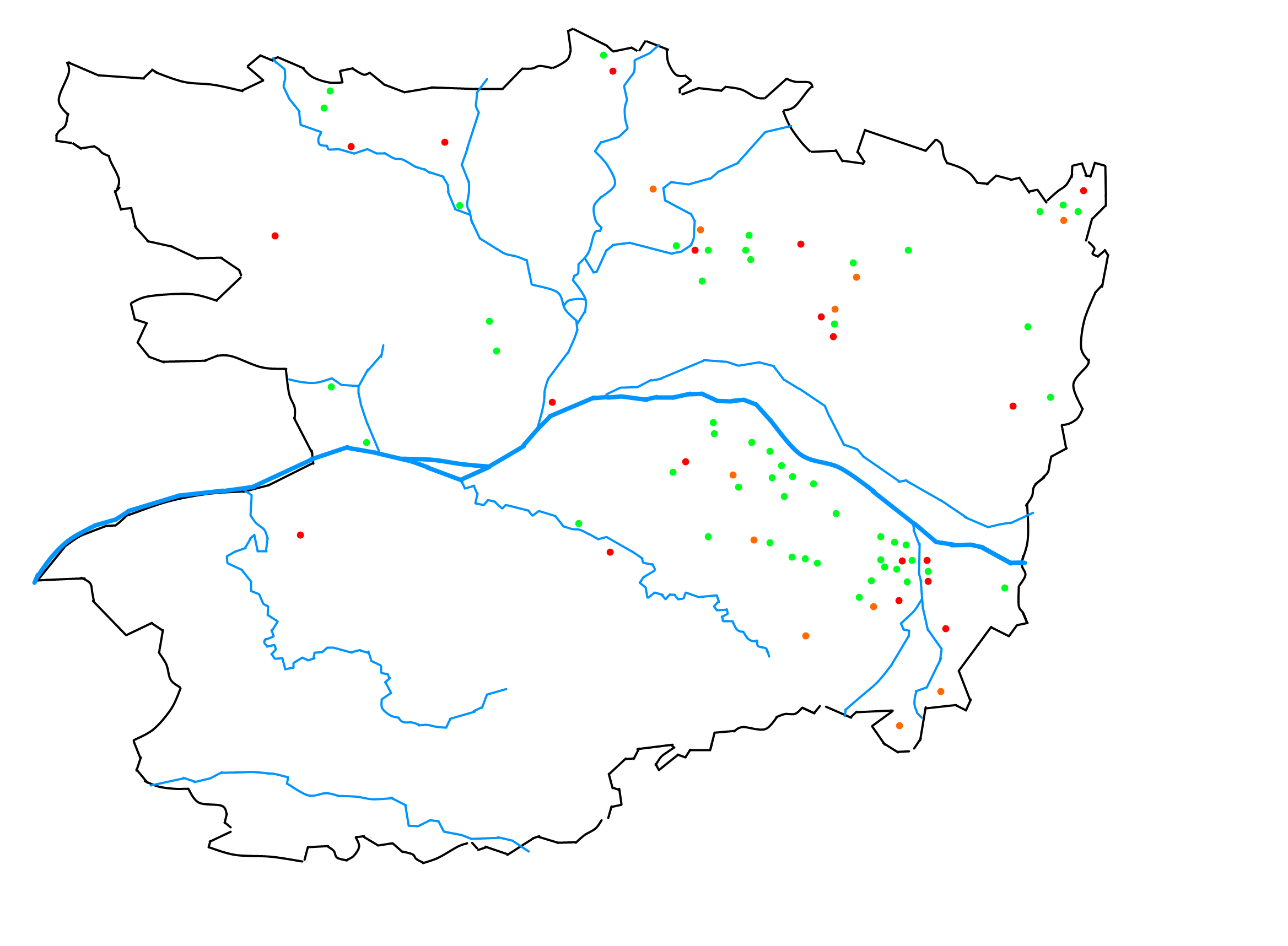
Verbreitung von Dolmen in Maine-et-Loire – grün sind erhaltene Anlagen

Der Dolmen de la Pierre-Folle ist eine Megalithanlage, die nie vollständig erforscht wurde. Er gehört zum Typ der benachbarten Anlagen Dolmen de la Madelaine und Dolmen von Bagneux. Die Anlage ist ein Allée couverte vom Loire Typ, stammt aus der mittleren Jungsteinzeit und ist eines der größten Denkmäler ihrer Art in der Region. Ihre Länge beträgt 18,5 m. Die durchschnittliche Breite liegt innen bei fünf und außen bei sechs Metern. Wie La Roche-aux-Fées in Saumur war der Innenraum durch seitliche Platten in zwei, möglicherweise sogar in drei Räume unterteilt. Er hat einen niedrigeren Trilithenzugang, der durch einen 1,05 m hohen Menhir blockiert wird. Sieben seitliche und drei axiale Tragsteine stützen drei Deckenplatten, von denen die mittlere die größte ist. Der seitliche Tragstein der rechten Seite am Zugang ist eingewinkelt.
In der Nähe liegt der Dolmen de la Pagerie.

Dolmen de la Pierre Folle
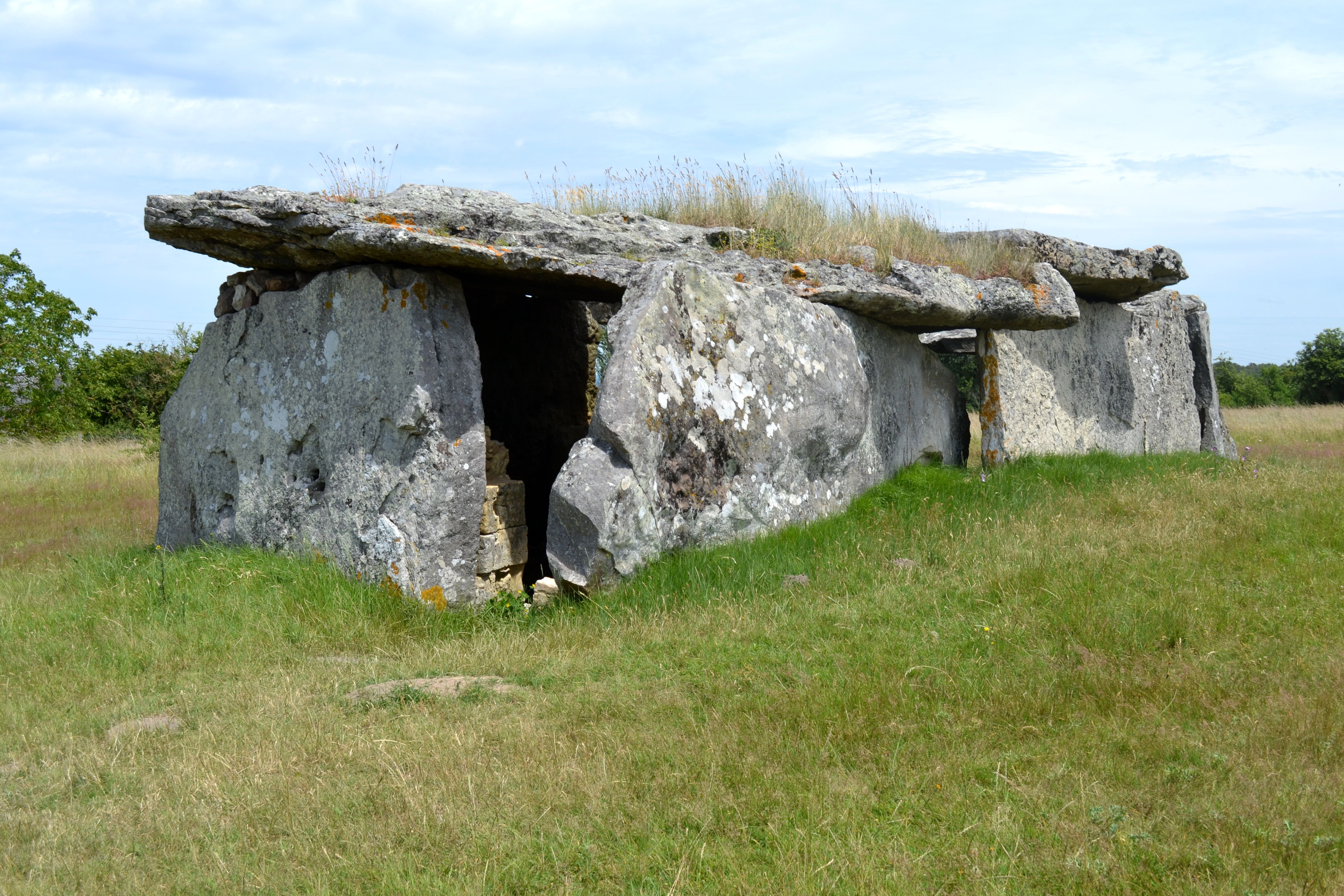
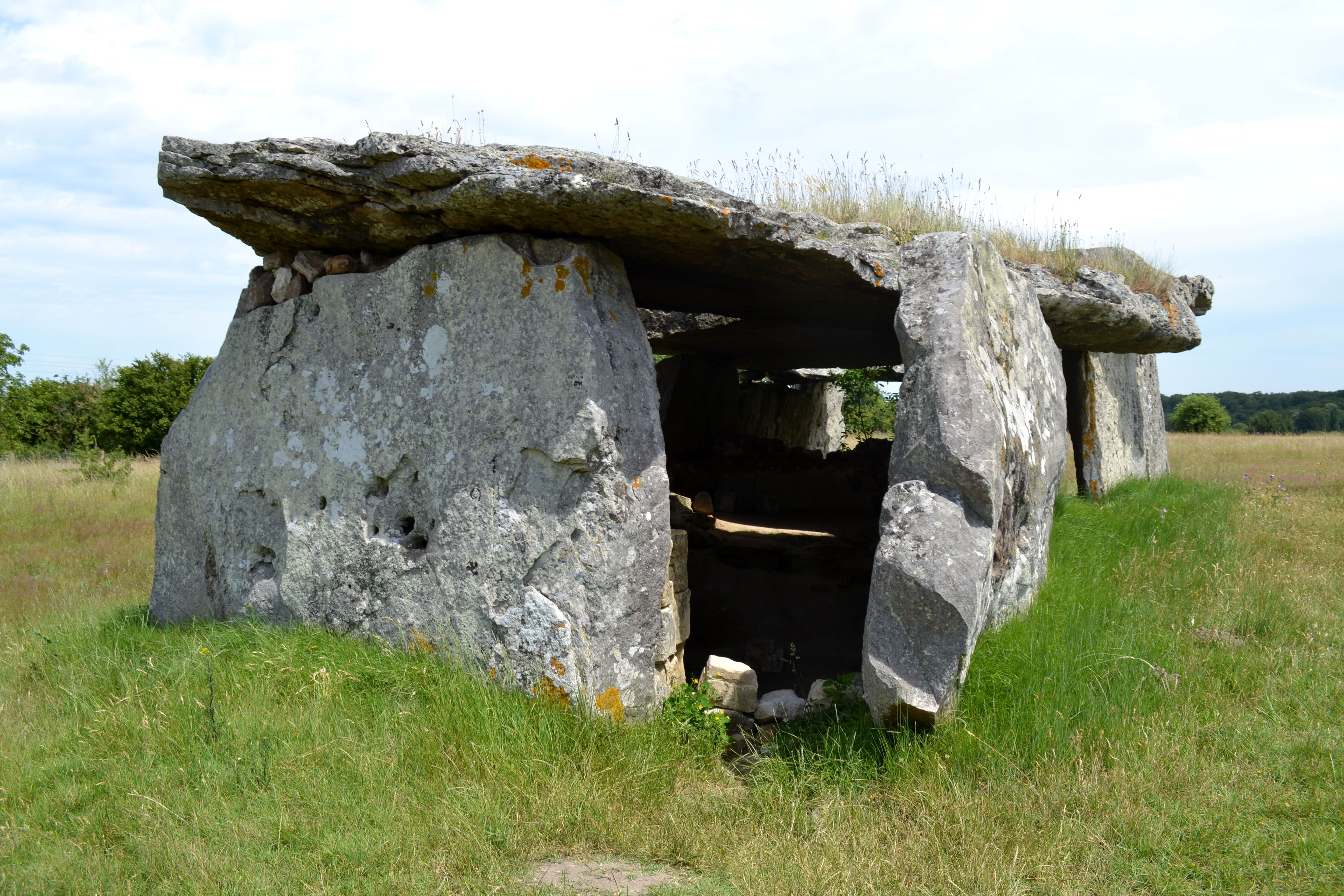
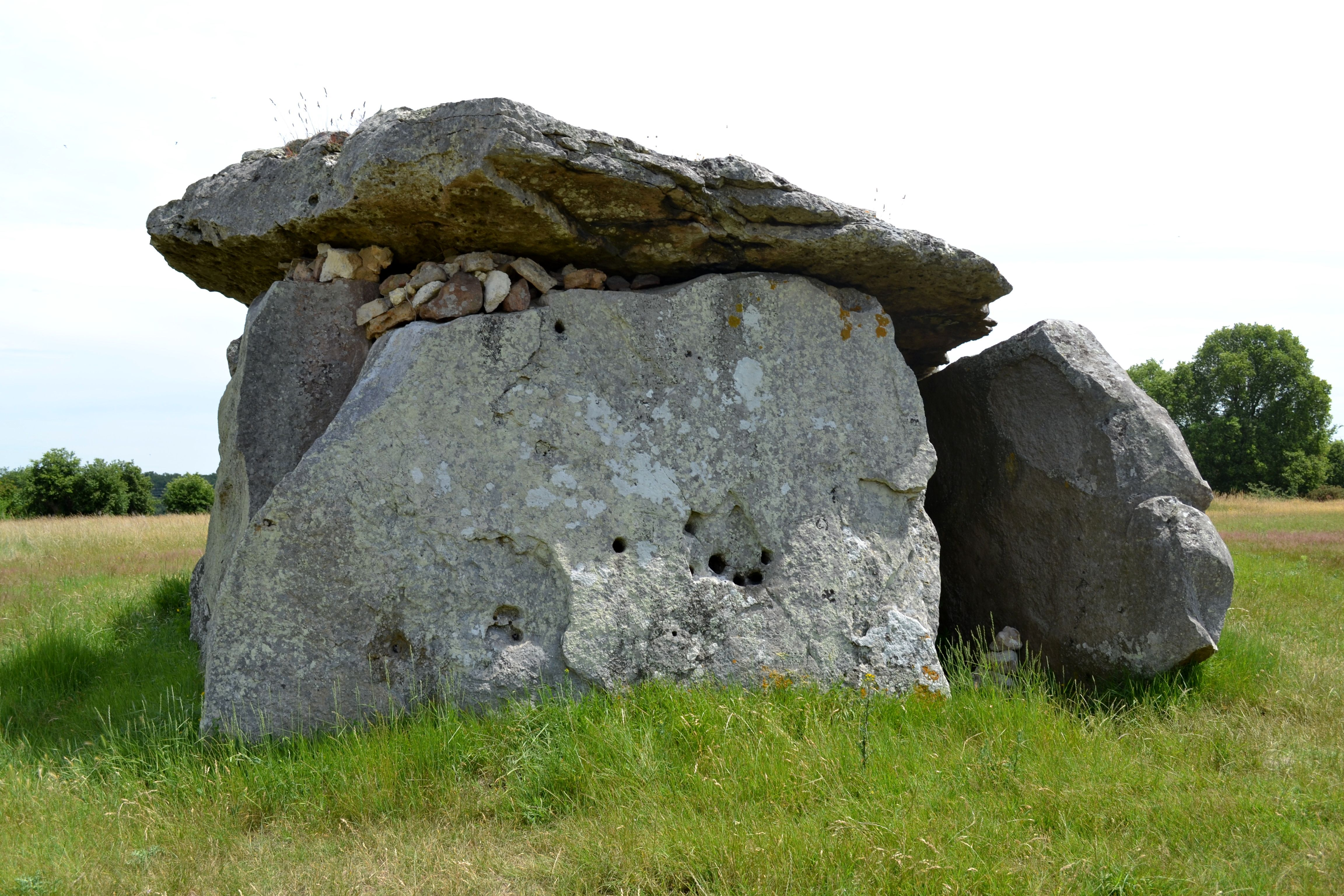
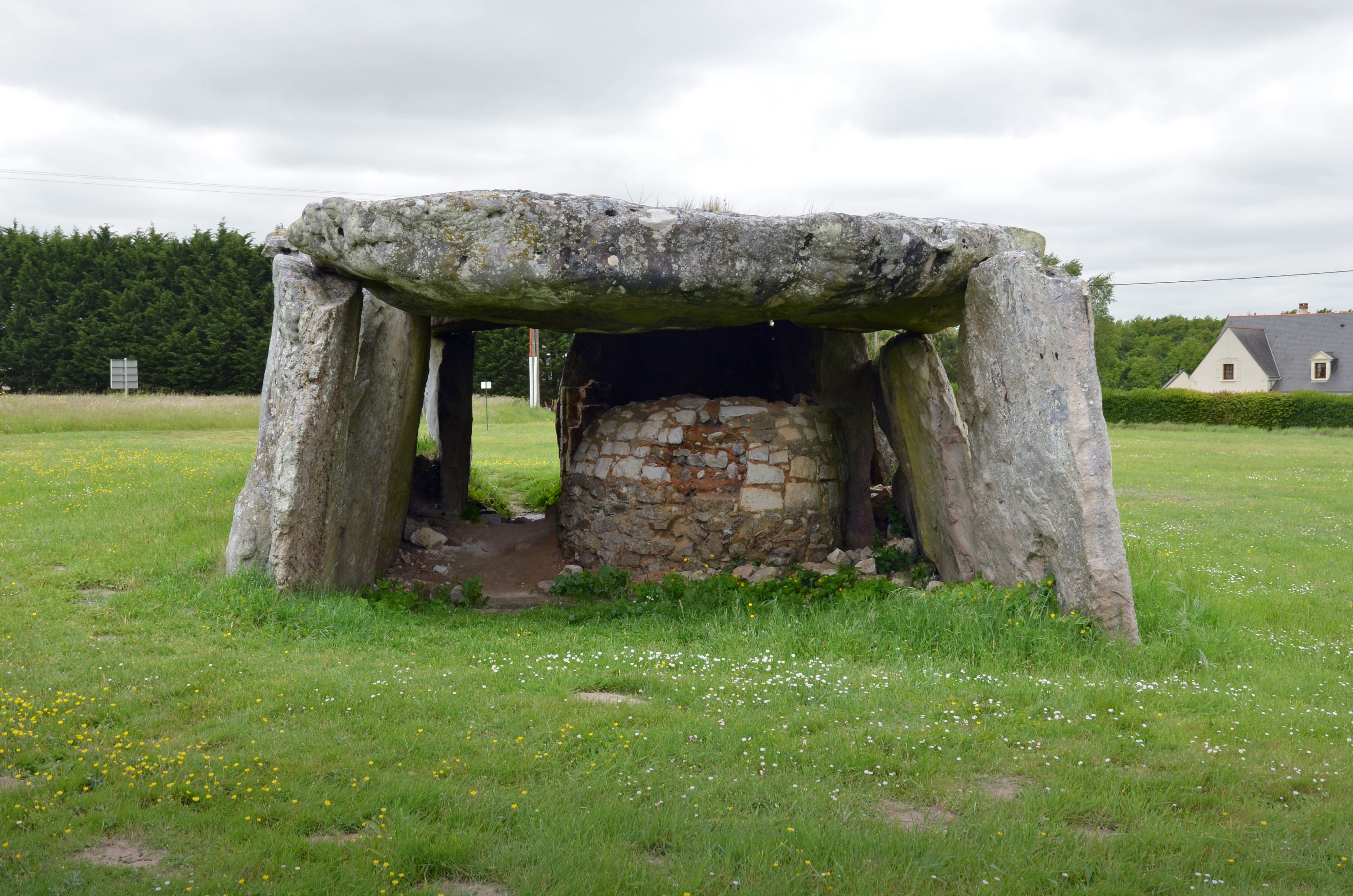

Es gibt mehrere Anlagen dieses Namens in Frankreich. Sie liegen bei Commequiers südwestlich von Nantes, bei Saint-Priest-la-Feuille (Creuse) und Pierre Folle bei Montguyon. Es gibt auch mehrere Anlagen mit dem Namen „Dolmen de la Madeleine“ in Frankreich: Dolmen de la Madeleine (Albesse), Dolmen de la Madeleine (Carnac) und der Dolmen de la Madeleine (Lessac).